# Żukyn
Żukyn (ukr. Жукин) – wieś na Ukrainie, w obwodzie kijowskim, w rejonie wyszogrodzkim. W 2001 liczyła 1117 mieszkańców, spośród których 1055 wskazało jako ojczysty język ukraiński, 50 rosyjski, 1 krymskotatarski, 5 białoruski, 1 ormiański, a 5 inny.